# Premi a l'Executiu de l'Any de l'NBA
El Premi a l'Executiu de l'Any de l'NBA (NBA Executive of the Year Award) és un guardó anual atorgat per l'NBA des del 1973 al millor executiu de l'NBA. A diferència d'altres guardons d'aquesta lliga, aquest premi és concedit per la revista Sporting News, encara que es troba oficialment reconegut per l'NBA. La votació per a decidir el guanyadorla realitzen els executius dels 30 equips de la lliga.
Des de la seva creació, el guardó ha estat entregat a 28 executius diferents. Jerry Colangelo, el primer mànager general dels Phoenix Suns, és l'únic que ha obtingut aquest guardó en 4 ocasions. Bob Bass, Wayne Embry, Bob Ferry, Stan Kasten, Jerry Krause, Geoff Petrie, Jerry West, R. C. Buford i Bryan Colangelo (fill de Jerry Colangelo) han guanyat el premi en 2 ocasions. Masai Ujiri, nascut a Nigèria, és el primer executiu estranger en guanyar aquest premi.

## Guanyadors

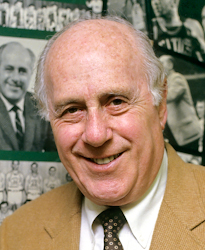
Red Auerbach va guanyar el premi a la temporada 1979-1980.

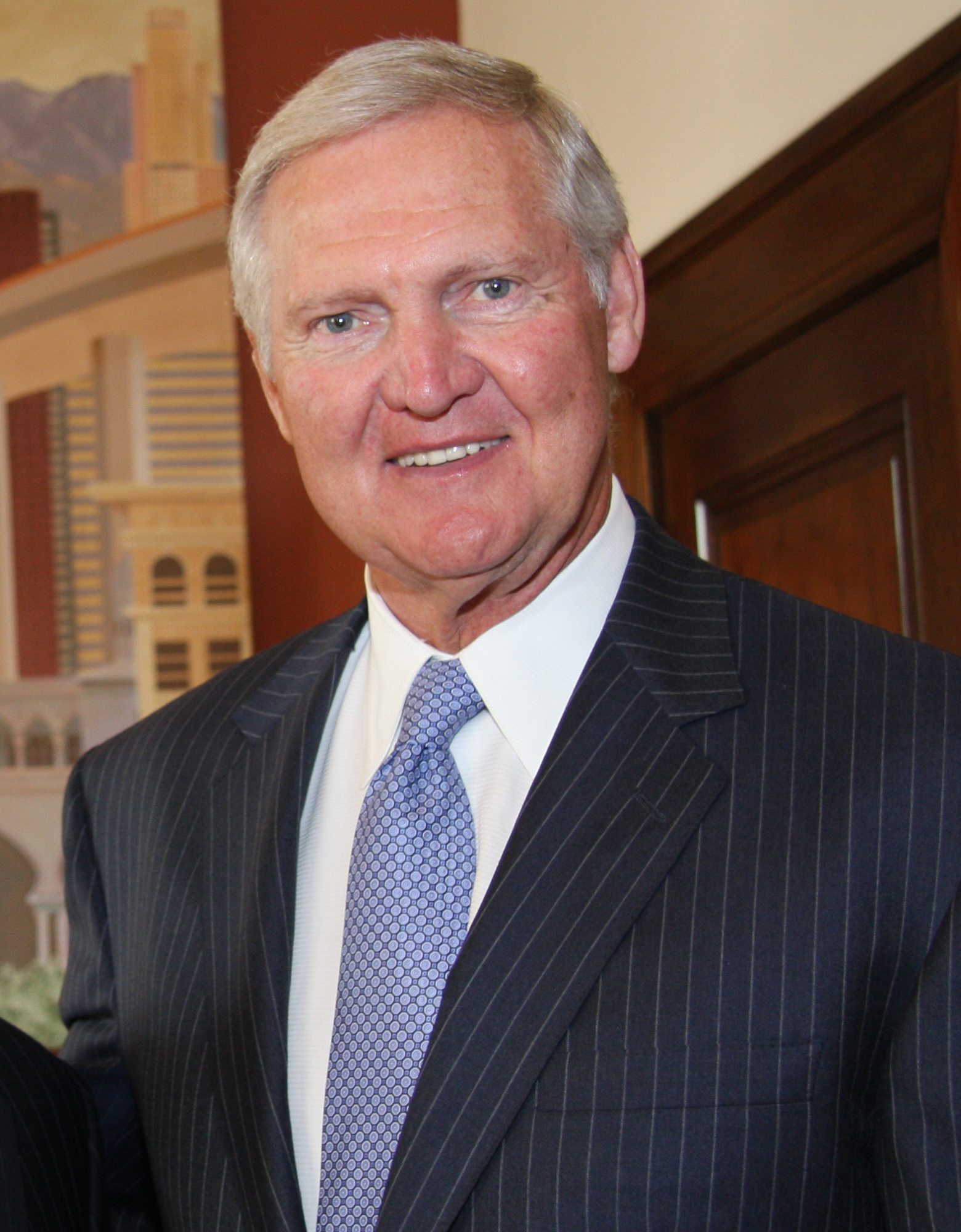
Jerry West va guanyar el premi a les temporades 1994-1995 i 2003-2004.

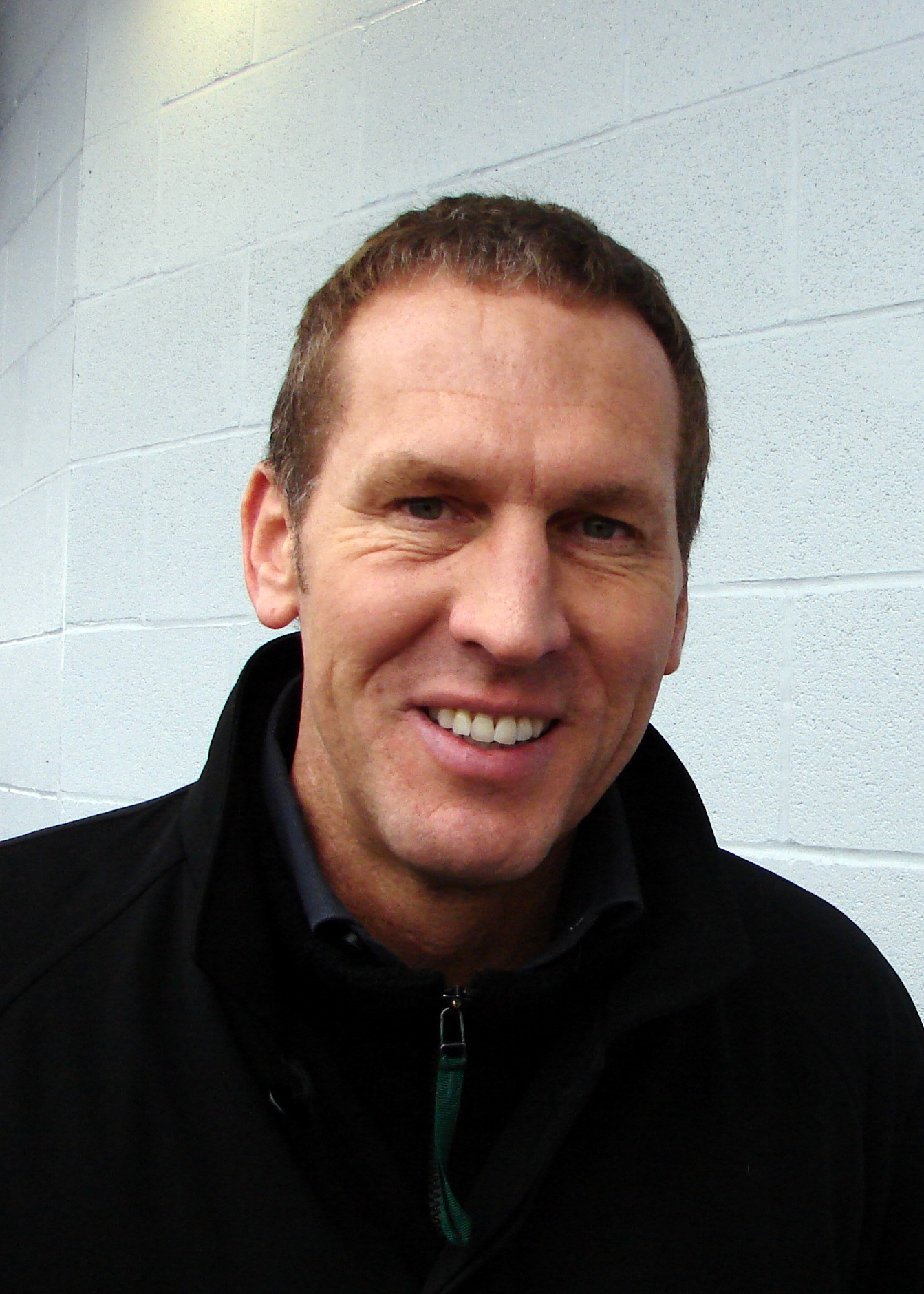
El fill de Jerry Colangelo, Bryan Colangelo, va guanyar el premi a les temporades 2004-2005 i 2006-2007.

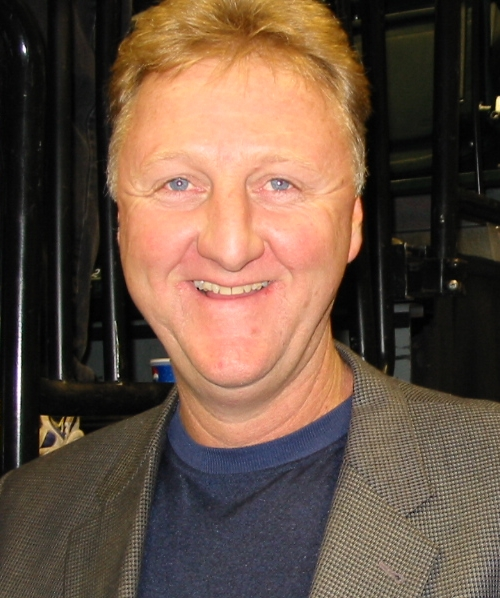
Larry Bird va guanyar el premi a la temporada 2011-2012.

| ^   | Executiu actiu a l'NBA                                |
| *   | Escollit en el Basketball Hall of Fame                |
| *^  | Executiu actiu escollit en el Basketball Hall of Fame |
| (#) | Nombre de vegades que l'executiu ha guanyat el premi  |

| Temporada | Executiu             | Nacionalitat | Equip                   |
| --------- | -------------------- | ------------ | ----------------------- |
| 1972-73   | Joe Axelson          | Estats Units | Kansas City-Omaha Kings |
| 1973-74   | Eddie Donovan        | Estats Units | Buffalo Braves          |
| 1974-75   | Dick Vertlieb        | Estats Units | Golden State Warriors   |
| 1975-76   | Jerry Colangelo*     | Estats Units | Phoenix Suns            |
| 1976-77   | Ray Patterson        | Estats Units | Houston Rockets         |
| 1977-78   | Angelo Drossos       | Estats Units | San Antonio Spurs       |
| 1978-79   | Bob Ferry            | Estats Units | Washington Bullets      |
| 1979-80   | Red Auerbach*        | Estats Units | Boston Celtics          |
| 1980-81   | Jerry Colangelo* (2) | Estats Units | Phoenix Suns            |
| 1981-82   | Bob Ferry (2)        | Estats Units | Washington Bullets      |
| 1982-83   | Zollie Volchok       | Estats Units | Seattle SuperSonics     |
| 1983-84   | Frank Layden         | Estats Units | Utah Jazz               |
| 1984-85   | Vince Boryla         | Estats Units | Denver Nuggets          |
| 1985-86   | Stan Kasten          | Estats Units | Atlanta Hawks           |
| 1986-87   | Stan Kasten (2)      | Estats Units | Atlanta Hawks           |
| 1987-88   | Jerry Krause         | Estats Units | Chicago Bulls           |
| 1988-89   | Jerry Colangelo* (3) | Estats Units | Phoenix Suns            |
| 1989-90   | Bob Bass             | Estats Units | San Antonio Spurs       |
| 1990-91   | Bucky Buckwalter     | Estats Units | Portland Trail Blazers  |
| 1991-92   | Wayne Embry*         | Estats Units | Cleveland Cavaliers     |
| 1992-93   | Jerry Colangelo* (4) | Estats Units | Phoenix Suns            |
| 1993-94   | Bob Whitsitt         | Estats Units | Seattle SuperSonics     |
| 1994-95   | Jerry West*          | Estats Units | Los Angeles Lakers      |
| 1995-96   | Jerry Krause (2)     | Estats Units | Chicago Bulls           |
| 1996-97   | Bob Bass (2)         | Estats Units | Charlotte Hornets       |
| 1997-98   | Wayne Embry* (2)     | Estats Units | Cleveland Cavaliers     |
| 1998-99   | Geoff Petrie^        | Estats Units | Sacramento Kings        |
| 1999-00   | John Gabriel         | Estats Units | Orlando Magic           |
| 2000-01   | Geoff Petrie^ (2)    | Estats Units | Sacramento Kings        |
| 2001-02   | Rod Thorn            | Estats Units | New Jersey Nets         |
| 2002-03   | Joe Dumars*^         | Estats Units | Detroit Pistons         |
| 2003-04   | Jerry West* (2)      | Estats Units | Memphis Grizzlies       |
| 2004-05   | Bryan Colangelo      | Estats Units | Phoenix Suns            |
| 2005-06   | Elgin Baylor*        | Estats Units | Los Angeles Clippers    |
| 2006-07   | Bryan Colangelo (2)  | Estats Units | Toronto Raptors         |
| 2007-08   | Danny Ainge^         | Estats Units | Boston Celtics          |
| 2008-09   | Mark Warkentien      | Estats Units | Denver Nuggets          |
| 2009-10   | John Hammond^        | Estats Units | Milwaukee Bucks         |
| 2010-11   | Pat Riley*^          | Estats Units | Miami Heat              |
| 2010-11   | Gar Forman           | Estats Units | Chicago Bulls           |
| 2011-12   | Larry Bird^          | Estats Units | Indiana Pacers          |
| 2012-13   | Masai Ujiri^         | Nigèria      | Denver Nuggets          |
| 2013-14   | R. C. Buford^        | Estats Units | San Antonio Spurs       |
| 2014-15   | Bob Myers^           | Estats Units | Golden State Warriors   |
| 2015-16   | R. C. Buford^ (2)    | Estats Units | San Antonio Spurs       |
| 2016-17   | Bob Myers^ (2)       | Estats Units | Golden State Warriors   |